# Arseni Corsellas i Perxés
Arseni Corsellas i Perxés (Campmany, 26 de març del 1904 – Figueres, 22 d'octubre del 1967) va ser músic, violinista, saxofonista i instrumentista de tenora, i professor de música.

## Biografia
Per bé que nascut a Campmany, de ben jove la seva família es traslladà a Figueres. Estudiant precoç, es formà en violí amb J.Serrano i Enric Sans, i completà estudis a Barcelona amb el distingit Eduard Toldrà. Durant un temps, visqué a Manresa. Als anys 30 formà part de la cobla "La Filharmònica", i l'any 1937, com a vocal representant la comarca de l'Alt Empordà, intervingué en la fundació de la "Federació de Sindicats Musicals de les Comarques Gironines". Tocà, i entre 1943-1947 dirigí, a la cobla-orquestra Mendoza; posteriorment fou instrumentista de les cobles "La Principal de Badalona" (1950, 1951) i "Antiga Pep" (1952) abans de col·laborar amb Carles Mauné i Alay en la fundació de l'"Orquestra Panamà" (1953-1960). Fou també intèrpret de la Cobla Orquestra "La Principal de Llagostera", any 1963.
Fixà definitivament la residència a Figueres, on ensenyà violí, i el 1958 hi guanyà per concurs el nomenament de professor de violí i música de l'Escola d'Arts i Oficis Clerch i Nicolau. Entre altres alumnes, tingué per deixebles el futur músic i compositor Jaume Cristau i en Pere Cortada i Carbonell (Castelló d'Empúries, 1940), futur instrumentista i director de l'"Escola Municipal de Música Antoni Agramont" de Castelló.